# Heinz Walz
Heinz Walz (geboren 22. März 1907 in Berlin; gestorben 1985) war ein deutsch-britischer Anglist.

## Leben
Heinz Paul Hermann Walz war ein Sohn des Geschäftsmanns Paul Walz und der Clara Herzog, er hatte zwei Geschwister. Walz besuchte das Realgymnasium und absolvierte nach dem Einjährigen von 1923 bis 1925 eine Banklehre bei der Dresdner Bank. Auf dem Abendgymnasium machte er das Abitur und studierte von 1925 bis 1930 Philologie an den Universitäten Berlin, Freiburg, Kiel und London. Für den Lebensunterhalt arbeitete er nebenher als Buchbinder und Bergarbeiter, in England als Lehrassistent in Castleford. 1930 wurde er in Freiburg mit einer Dissertation über George Meredith promoviert. Walz heiratete 1931 die Bildhauerin Thea von Leesen aus Itzehoe, sie hatten ein Kind. Walz wurde Geschäftsführer des Dolmetscherinstituts Heidelberg an der Universität Heidelberg, an dem neue Methoden des Fremdsprachenunterrichts entwickelt wurden. Der Direktor Curt Gutkind wurde 1934 als Jude aus Deutschland vertrieben, und Walz übernahm die Leitung. Er unterstützte an dem Institut den antifaschistischen Widerstand, geriet 1936 in Gestapo-Haft und ging im selben Jahr mit Frau und Kind nach England.
Walz versuchte seinen Lebensunterhalt zu verdienen, indem er in Newcastle eine Fabrik für Fahrradelektrik (Dynamos und Fahrradlampen) eröffnete, das Geschäft ging allerdings zweimal pleite, zudem war er 1940 für sechs Monate als Enemy alien interniert. Danach betrieb er bis 1947 eine Fabrik in Leeds. Im Zweiten Weltkrieg wurde er als Feuerwehrmann für den National Fire Service verpflichtet. Er hielt für das Ministry of Information Vorträge über den Nationalsozialismus und meldete sich als Freiwilliger für die Schulung deutscher Kriegsgefangener in demokratischen Werten. 1947 erhielt er die britische Staatsbürgerschaft.
Walz kehrte 1947 nach Deutschland zurück und arbeitete an der Universität Heidelberg wieder als Abteilungsleiter im Fremdspracheninstitut. Seine Ehe wurde 1956 geschieden. In zweiter Ehe heiratete er 1957 die Engländerin Rosemary Graves, sie hatten vier Kinder. Er war 1963 Gründer und Herausgeber der Zeitschrift International Review of Applied Linguistics in Language Teaching (IRAL). 1968 ging er wieder nach England und wurde Professor für Linguistik und Landeskunde an der University of Surrey in Guildford.

## Schriften (Auswahl)

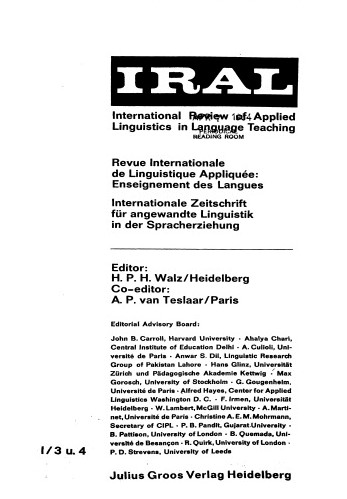
IRAL, 1963, Heft 2

- George Meredith's Jugendwerke und ihre Bedeutung für die persönliche Entwicklung des Dichters. Hochschulschrift. Freiburg i. Br., Univ., Diss., 1930
- Arnim Westerholt (Pseudonym): Against the tide. London : Hogarth Press, 1943
- Das britische Kolonialreich. Stuttgart : Curt E. Schwab, 1955
- Heinz Walz ; Rosemary Graves: Britain past and present : Ein kulturkundliches Lesebuch. München : Hueber, 1957
- England. Nürnberg: Glock und Lutz, 1958
- Non-literary texts. München : Hueber, 1966
- Contemporary Britain : her land, life and leaders. 2. Auflage. München : Hueber, 1971